# Veronika Vitzthum
Veronika Vitzthum (11 marzo 1963) è un'ex sciatrice alpina austriaca.

## Biografia
Specialista delle prove veloci originaria di Unken, in Coppa del Mondo Veronika Vitzthum ottenne il primo risultato di rilievo il 19 dicembre 1981 a Saalbach in discesa libera (9ª), conquistò il primo podio il 29 gennaio 1983 a Les Diablerets nella medesima specialità (3ª alla spalle della svizzera Doris De Agostini e della compagna di squadra Elisabeth Kirchler) e l'anno seguente si aggiudicò, sempre in discesa libera, gli ultimi due podi, il 7 gennaio 1984 a  Puy-Saint-Vincent (2ª dietro alla canadese Gerry Sorensen) e il 21 dicembre successivo a Santa Caterina Valfurva (2ª nella gara vinta dalla Kirchler). Ottenne l'ultimo piazzamento in Coppa del Mondo il 16 marzo 1986 a Vail in supergigante (11ª) e il suo ultimo risultato agonistico fu la medaglia di bronzo vinta nella discesa libera ai Campionati austriaci 1988; non prese parte a rassegne olimpiche né ottenne piazzamenti iridati.

## Palmarès

### Coppa del Mondo
- Miglior piazzamento in classifica generale: 34ª nel 1984
- 3 podi:
  - 2 secondi posti
  - 1 terzo posto

### Campionati austriaci
- 1 medaglia[1]:
  - 1 bronzo (discesa libera nel 1988)